# Jerry Goldsmith
Jerrald King "Jerry" Goldsmith, född 10 februari 1929 i Los Angeles, Kalifornien, död 21 juli 2004 i Beverly Hills, Los Angeles, Kalifornien (cancer), var en amerikansk filmmusikkompositör.
Goldsmith belönades med en Oscar för bästa originalmusik för Omen, och var nominerad vid 17 tillfällen. Han gjorde musik till över 300 filmer, bland andra Alien, Den 13:e krigaren, Star Trek, Apornas planet, L.A. konfidentiellt, Basic Instinct - iskallt begär, Air Force One, På gränsen och Chinatown.

## Filmografi (urval)
- 1963 – Jagad av agenter
- 1963 – Liljorna på marken
- 1964–1968 – Mannen från UNCLE (TV-serie)
- 1966 – Kanonbåten San Pablo
- 1968 – Apornas planet
- 1970 – Patton – Pansargeneralen
- 1973 – McCoy - fräck som fan
- 1973 – Papillon
- 1974 – Chinatown
- 1975 – Vinden och lejonet
- 1975 – Mot Fort Humboldt
- 1976 – Omen
- 1977 – Generalen
- 1978 – Capricorn One
- 1978 – Katastrofplats Houston
- 1978 – Pojkarna från Brasilien
- 1979 – Alien
- 1979 – Star Trek
- 1981 – Outland
- 1982 – Poltergeist
- 1982 – Brisby och Nimhs hemlighet
- 1982 – First Blood
- 1983 – Psycho II
- 1984 – Gremlins
- 1984 – Supergirl
- 1985 – Baby - Djungelns hemlighet
- 1985 – Legenden - mörkrets härskare
- 1985 – Rambo – First Blood II
- 1986 – Poltergeist II - Den andra sidan
- 1987 – 24-timmarsjakten
- 1988 – Rambo III
- 1989 – Star Trek V - Den yttersta gränsen
- 1990 – Total Recall
- 1990 – Gremlins 2
- 1991 – Inte utan min dotter
- 1992 – Basic Instinct - iskallt begär
- 1992 – Love Field
- 1992 – Evigt ung
- 1993 – Spårlöst försvunnen
- 1993 – Dennis
- 1995 – Congo
- 1995 – Den förste riddaren
- 1996 – Maktspel
- 1996 – Beslut utan återvändo
- 1996 – Efterlyst
- 1996 – Star Trek: First Contact
- 1997 – Otäcka odjur
- 1997 – L.A. konfidentiellt
- 1997 – Air Force One
- 1997 – På gränsen
- 1998 – U.S. Marshals
- 1998 – Mulan
- 1998 – Små soldater
- 1998 – Star Trek: Insurrection
- 1999 – Mumien
- 1999 – Den 13:e krigaren
- 1999 – The Haunting
- 2000 – Hollow Man
- 2001 – I spindelns nät
- 2002 – The Sum of All Fears
- 2002 – Star Trek: Nemesis
- 2003 – Looney Tunes: Back in Action